# 興慶
興慶（こうけい）は、ベトナム後陳朝の簡定帝が建てた元号。1407年 - 1409年。

## 西暦・干支との対照表
| 興慶 | 元年   | 2年    | 3年    |
| 西暦 | 1407年 | 1408年 | 1409年 |
| 干支 | 丁亥   | 戊子   | 己丑   |